# Hans á Lag
Hans á Lag (* 26. September 1974 als Hans á Lag Jacobsen in Tórshavn) ist ein ehemaliger färöischer Fußball-, Handball- und Badmintonspieler. In seinen mehr als 20 Jahren als Fußballspieler hielt er stets HB Tórshavn die Treue.

## Fußball
Hans á Lag spielte seit seiner Jugend für HB Tórshavn und stand bereits 1991 mit 16 Jahren im Aufgebot der ersten Mannschaft, wurde jedoch in keinem Pflichtspiel eingesetzt. 1994 bestritt er neben Spielen für die dritte Mannschaft auch erstmals Einsätze für die zweite Mannschaft in der zweiten Liga. Sein Debüt gab er am 16. Spieltag bei der 0:2-Auswärtsniederlage gegen NSÍ Runavík II, als er in der 73. Minute für Regin Reinert eingewechselt wurde. Im nächsten Jahr folgten weitere Einsätze für das zweite und dritte Team von HB, für die erste Mannschaft spielte er erstmals am achten Spieltag der ersten Liga beim 5:0-Heimsieg gegen KÍ Klaksvík. Zum Ende der Saison kam er zu weiteren regelmäßigen Einsätzen. Seine ersten beiden Tore in der ersten Liga erzielte er am 13. Spieltag gegen B68 Toftir. Beim 3:1-Heimsieg traf er zum 2:1 und 3:1. Auch das Finalspiel im Pokal bestritt er von Beginn an und konnte durch den 3:1-Sieg gegen B68 Toftir seinen ersten Titel verbuchen. Im nächsten Jahr stand HB erneut im Pokalfinale, unterlag dort jedoch mit 3:5 gegen GÍ Gøta.
1997 kam Á Lag nur für ein Spiel bei der dritten Mannschaft zum Einsatz, im Folgejahr bestritt er wieder fast alle Pflichtspiele für die erste Mannschaft. Hierbei gewann er beim 2:0-Sieg im Pokalfinale gegen KÍ Klaksvík seinen nächsten Titel. In diesem Jahr wurde unter anderen gemeinsam mit Jan Dam, Andrew av Fløtum, Hans Fróði Hansen, Jóhannis Joensen, Allan Mørkøre und Jens Erik Rasmussen auch die Meisterschaft gewonnen und somit das Double erreicht. 2000 stand HB erneut im Pokalfinale, verlor jedoch mit 0:1 gegen GÍ Gøta. Auch das Finale im Jahr 2002 ging mit 1:2 gegen NSÍ Runavík verloren. Dafür konnte der nächste Meistertitel errungen werden, 2003 und 2004 wurde dieser Erfolg wiederholt, Uni Arge, Jákup á Borg, Jan Dam, Andrew av Fløtum, Jón Rói Jacobsen, Rógvi Jacobsen, Jóhannis Joensen und Heðin á Lakjuni waren damals unter anderen seine Mitspieler in diesen Meisterjahren. Allerdings bestritt Á Lag 2004 lediglich ein Ligaspiel sowie einzelne Gruppenspiele im Pokal und verpasste somit auch das Pokalfinale, welches HB mit 3:1 gegen NSÍ Runavík gewann. 2005 kam er wieder regelmäßig für die erste Mannschaft zum Einsatz, erklärte anschließend aufgrund einer Knieverletzung seinen Rücktritt und absolvierte das Jahr darauf nur noch wenige Spiele für das zweite Team.
2007 kehrte er vollständig ins Training zurück und zählte wieder zur Stammformation der ersten Mannschaft und stand abermals im Pokalfinale, welches mit 3:4 gegen EB/Streymur verloren wurde. Zwei Jahre später gelang die Revanche im färöischen Supercup, an dem HB als Vizemeister teilnahm und mit 3:1 gewinnen konnte. Zudem konnte in diesem Jahr die Meisterschaft gefeiert werden. Auch 2010 konnte Á Lag mit HB die Meisterschaft gewinnen. In diesen beiden Jahren gehörten unter anderen Fróði Benjaminsen, Andrew av Fløtum, Christian R. Mouritsen und Símun Eiler Samuelsen zum Team.

### Europapokal
Durch den Pokalsieg 1995 nahm HB Tórshavn in der Saison 1996/97 an der Qualifikation für den Europapokal der Pokalsieger teil, in der Hans á Lag sein Europapokaldebüt beim Auswärtsspiel gegen FC Dinamo Batumi gab, welches 0:6 verloren wurde. Auch bei der 0:3-Niederlage im Rückspiel kam er zum Einsatz. 1998/99 trat Á Lag mit HB im UEFA-Pokal gegen den Vaasan PS an, wobei im Heimspiel ein 2:0-Sieg gelang, das Auswärtsspiel jedoch mit 0:4 verloren wurde. Durch den im Jahre 1998 errungenen Meistertitel folgten in der UEFA-Champions-League-Qualifikation die nächsten Einsätze bei den Spielen gegen FC Haka in der Saison 1999/2000. Nach einem 1:1 im Hinspiel folgte ein 0:6 im Rückspiel und somit das direkte Ausscheiden aus dem Wettbewerb. Auch in der nächsten Saison trat HB im Europapokal an, diesmal war Lombard FC Tatabánya im UI Cup der Gegner, welche mit einem 4:0 und 3:0 die Oberhand behielten. Sowohl in der Saison 2003/04 als auch in der Saison 2005/06 bedeutete in der Champions-League-Qualifikation das Aufeinandertreffen mit FBK Kaunas die Endstation, aus Sicht von HB hieß es 0:1 und 1:4 sowie 2:4, bei dem Á Lag seine einzigen beiden Europapokaltreffer erzielen konnte, und 0:4. In der Saison 2007/08 war gegen FH Hafnarfjörður ebenfalls kein Weiterkommen möglich, wobei nach der 1:4-Niederlage im Rückspiel auf den Färöern ein 0:0 erreicht werden konnte. 2009/10 wurde er nur im Hinspiel für die Qualifikation zur UEFA Europa League eingesetzt, welches mit 0:4 gegen Omonia Nikosia verloren wurde. Weitere Hinspielniederlagen, bei denen Á Lag eingesetzt wurde und im Rückspiel jeweils auf der Bank saß, folgten in der Saison 2010/11 mit 0:5 gegen FC Red Bull Salzburg und in der Saison 2011/12 gegen Malmö FF mit 0:2. Das Spiel gegen Malmö war sein letztes Pflichtspiel für HB.

### Erfolge
- 6× Färöischer Meister: 1998, 2002, 2003, 2004, 2009, 2010
- 3× Färöischer Pokalsieger: 1995, 1998, 2004
- 1× Färöischer Supercup-Sieger: 2009

## Handball
Für den färöischen Handballverein Kyndil Tórshavn spielte Á Lag ebenfalls, hauptsächlich kam er als Torwart zum Einsatz. Er erzielte in der ersten Liga bis Ende 2005 in 133 Spielen insgesamt 27 Tore.

## Badminton
Im Badminton wurde Á Lag 1993 und 1994 färöischer Meister im Einzel. Zusätzlich holte er 1994 zusammen mit Jákup Midjord den Titel im Herrendoppel sowie 1991 und 1993 den Titel im Mixed zusammen mit Harriet Rasmussen beziehungsweise Guðrun Jacobsen.